# Tram van Konotop
De tram van Konotop (Oekraïens: Конотопський трамвай; [konoˈtɔpsʲkɪj t̪rɑmˈʋɐi̯]) vormt de ruggengraat van het openbaar vervoer in de Oekraïense stad Konotop.

## Geschiedenis
De tram van Konotop werd aangelegd met de Russische spoorwijdte van 1524 mm (Russisch breedspoor) en geopend op 25 december 1949.
Het net werd tot op heden uitgebouwd met drie lijnen. Met een netlengte van 28 kilometer behoort het tot de kleinste tramnetten van Oekraïne. Het net is overwegend enkelsporig en de bereden straten zijn dikwijls niet verhard. De exploitatie gebeurt met motorwagens van het type KTM-5 die tussen 1975 en 1989 gebouwd werden door de Oest-Katavskiy Vagonstroitelniy Zavod (UKVZ).

## Lijnennet

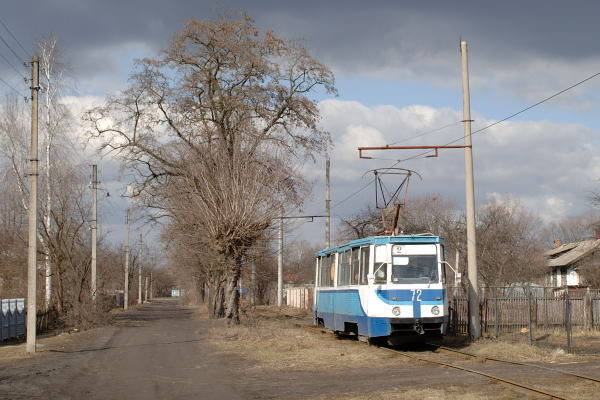
KTM-5 72 van de tram van Konotop in de wul. Furmanowa (2007)

Het net bestond in 2007 uit de volgende drie lijnen:
- lijn 1: wul. Depowska – Sahrebellja (40 minuten frequentie)
- lijn 2: wul. Rjaboschapka – Motordetal (50 minuten frequentie)
- lijn 3: wul. Depowska – Rajon WRS (20 minuten frequentie)